# Leanid Suszczenia
Leanid Michajławicz Suszczenia (biał. Леанід Міхайлавіч Сушчэня, ros. Леонид Михайлович Сущеня, Leonid Michajłowicz Suszczenia; ur. 11 listopada 1929 w Łukach Małych, zm. 19 kwietnia 2015) – białoruski uczony w dziedzinie zoologii, hydrobiologii i ekologii, doktor nauk biologicznych (odpowiednik polskiego stopnia doktora habilitowanego), profesor, akademik akademii nauk Białorusi, Litwy, Polski i Rosji, Zasłużony Działacz Nauki Białoruskiej SRR; w latach 1992–1997 prezes Narodowej Akademii Nauk Białorusi.

## Życiorys
Urodził się 11 listopada 1929 roku we wsi Łuki Małe, w gminie Jastrzębl powiatu baranowickiego województwa nowogródzkiego II Rzeczypospolitej. W 1953 roku ukończył Białoruski Uniwersytet Państwowy (BUP). Od 1956 roku pracował jako asystent w Katedrze Zoologii Bezkręgowców BUP. Od 1959 roku był pracownikiem naukowym Sewastopolskiej Stacji Biologicznej Akademii Nauk ZSRR. Od 1964 roku pełnił funkcję kierownika Zakładu Fizjologii Zwierząt Instytutu Biologii Mórz Południowych Akademii Nauk Ukraińskiej SRR. Od 1971 roku pracował jako kierownik Zakładu Zoologii i Parazytologii Akademii Nauk Białoruskiej SRR (AN BSRR). W 1980 roku, po przekształceniu Zakładu w Instytut Zoologii AN BSRR, został jego dyrektorem i pełnił tę funkcję do 1992 roku. Od 1995 roku był dyrektorem honorowym tego Instytutu. Jednocześnie w latach 1979–1992 pracował jako akademik-sekretarz Wydziału Nauk Biologicznych.
W latach 1992–1997 Suszczenia był prezesem Narodowej Akademii Nauk Białorusi (NANB). Pod jego przywództwem przygotowano 10 doktorów nauk (odpowiednik polskiego stopnia doktora habilitowanego) i ponad 25 kandydatów nauk (odpowiednik doktora). Od 1997 roku był doradcą Prezydium Narodowej Akademii Nauk Białorusi.
W 1970 roku uzyskał stopień doktora nauk biologicznych. W 1980 roku otrzymał tytuł profesora. Od 1972 roku był członkiem korespondentem Akademii Nauk Białoruskiej SRR, od 1980 – jej akademikiem. Od 1989 roku był członkiem korespondentem Akademii Nauk ZSRR, od 1990 roku – jej akademikiem. Od 1992 był akademikiem Rosyjskiej Akademii Nauk. Od 1994 roku był członkiem zagranicznym Polskiej Akademii Nauk, od 1995 roku – Litewskiej Akademii Nauk.
Zmarł 19 kwietnia 2015 roku. Jego pożegnanie odbyło się 23 kwietnia w Mińsku.

## Działalność naukowa i prace
Leanid Suszczenia prowadził badania naukowe w dziedzinie zoologii, hydrobiologii i ekologii. Nazywany „liderem białoruskiej szkoły hydrobiologicznej”, wniósł znaczący wkład w rozwój badań nad fizjologią ekologiczną organizmów wodnych. Kierował państwowymi programami badań naukowych. Jest autorem ponad 200 prac naukowych, w tym 7 monografii, na temat pierwotnych i wtórnych produktów zbiorników wodnych, fizjologii ekologicznej, odżywiania, oddychania, wzrostu i bilansu energetycznego bezkręgowców wodnych, ochrony przyrody i środowiska naturalnego. Do jego prac należą m.in.:
- Intiensiwnost′ dychanija rakoobraznych. Kijów: 1972. (ros.). Brak numerów stron w książce
- Koliczestwiennyje zakonomiernosti pitanija rakoobraznych. Mińsk: 1975. (ros.). Brak numerów stron w książce
- (razem z G.A. Gałkouską): Rost wodnych żywotnych pri pieriemiennych tiempieraturach. Mińsk: 1978. (ros.). Brak numerów stron w książce
- (razem z W.P. Siamienczanką i W.W. Wieżnoucem): Biołogija i produkcyja lednikowych rieliktowych rakoobraznych. Mińsk: 1986. (ros.). Brak numerów stron w książce
- (razem z M.M. Pikulikiem): Sowierszenstwowanije princypow i mietodow ochrany i racyonalnogo ispolzowanija żywotnogo mira. Mińsk: 1990. (ros.). Brak numerów stron w książce
- (razem z M.M. Pikulikiem i A.J. Pleninem): Żywotnyj mir i radiacyja. Mińsk: 1991. (ros.). Brak numerów stron w książce

## Odznaczenia
- Zasłużony Działacz Nauki Białoruskiej SRR (1978)[1][2];
- Order Czerwonego Sztandaru Pracy (ZSRR, 1988)[1];
- Order Przyjaźni Narodów (ZSRR, 1986)[1];
- Order Ojczyzny III stopnia[3];
- Order Przyjaźni (Federacja Rosyjska)[3];
- medale i dyplomy[3].